# حب وخيانة (فلم)
حب وخيانة هو فيلم رومانسي مصري من إخراج السيد بدير  وبطولة ناهد شريف، حسن يوسف، توفيق الدقن، نجوى فؤاد، عبد المنعم إبراهيم وأشرف عبد الغفور.

## نبذة
يدافع عصام الطالب في كلية الحقوق عن أهل حارته - حارة المماليك - من بطش سلامة المملوكي الذي يدعي ملكية الحارة من أرضٍ وبشرٍ، ويسانده بخيت ذراعه اليمنى في ذلك، وفيما بعد يتجمع أهل الحارة حول عصام ويصبح السند الوحيد والأمل لهم، فتحاول إلهام المرأة اللعوب إيقاع عصام في شباكها، والاستيلاء على عقود أهل الحارة لحساب سلامة.

## طاقم العمل
- ناهد شريف بدور "أمل" - أخت "بخيت"
- حسن يوسف بدور "عصام" - طالب الحقوق
- توفيق الدقن بدور "بخيت عبد الودود" وكيل محامى
- نجوى فؤاد بدور "إلهام"
- عبد المنعم إبراهيم بدور "دبّوس العجلاتي" - ابن عم "عصام"
- أشرف عبد الغفور بدور "مراد" - طالب الحقوق شقيق "إلهام"

## وصلات خارجية
- مقالات تستعمل روابط فنية بلا صلة مع ويكي بيانات